# Hymenodiscus verticellata
Hymenodiscus verticellata är en sjöstjärneart som först beskrevs av Percy Sladen 1889.  Hymenodiscus verticellata ingår i släktet Hymenodiscus och familjen Brisingidae.
Artens utbredningsområde är Mexikanska golfen. Inga underarter finns listade i Catalogue of Life.